# Conoderus productus
Conoderus productus là một loài bọ cánh cứng trong họ Elateridae. Loài này được Peyerimhoff miêu tả khoa học năm 1931.